# Hardangerjøkulen
Hardangerjøkulen – szósty co do wielkości lodowiec w kontynentalnej części Norwegii. Położony na terenie gmin Eidfjord i Ulvik w regionie Hordaland na południu kraju. Czoło lodowca położone jest na wysokości 920 m n.p.m., zaś największe wzniesienie osiąga 1863 m n.p.m.

## Ruch lodowca
Ocenia się, że podczas małej epoki lodowej (ok. 1700 roku) lodowiec zajmował obszar dwukrotnie większy niż w czasach obecnych. Jego pomiary rozpoczął w 1917 roku Johan Rekstad z muzeum w Bergen. Około roku 1930 Hardangerjøkulen powiększył się, jednak do roku 1970 lód cofnął się o około kilometr. Czoło lodowca sunęło ku dołowi w latach 80. i 90. aż do roku 1997, kiedy to nastąpił jego postój. Po dwóch latach rozpoczęła się ponowna regresja Hardangerjøkulen, która zakończyła się w 2009 roku.

## Meteorologia
W 2001 roku w części Midtdalsbreen zainstalowano automatyczną stację meteorologiczną Uniwersytetu w Utrechcie.

## Hardangerjøkulen w kulturze
Lodowiec był plenerem zdjęć do piątej części filmowej sagi Gwiezdne wojny, gdzie „grał” planetę Hoth.